# Begonia solitudinis
Espèce
Begonia solitudinis est une espèce de plantes de la famille des Begoniaceae.
L'espèce fait partie de la section Pritzelia.
Elle a été décrite en 1958 par Alexander Curt Brade (1881-1971). L'épithète spécifique solitudinis (du latin solitudo, solitude) évoque la région isolée du plateau de Campo dos Padres (pt) dans l'état de Santa Catarina où l'espèce a été découverte.

## Répartition géographique
Cette espèce est originaire du pays suivant : Brésil.